# Hoplia modesta
Hoplia modesta är en skalbaggsart som beskrevs av Haldemann 1843. Hoplia modesta ingår i släktet Hoplia och familjen Melolonthidae. Inga underarter finns listade i Catalogue of Life.